# Kavkazsky (huyện)
Huyện Kavkazsky (tiếng Nga: ? райо́н) là một huyện hành chính tự quản (raion), của Vùng Krasnodar, Nga. Huyện có diện tích 1226 kilômét vuông, dân số thời điểm ngày 1 tháng 1 năm 2000 là 44100 người. Trung tâm của huyện đóng ở Stanitsa Kavkazskaya.